# Saison 1945-1946 du FC Mulhouse
La saison 1945-1946 du Football Club de Mulhouse, ou FC Mulhouse, est la seule saison professionnelle disputée par le club dans l'immédiate après guerre. À l'issue du championnat, le FCM abandonne le professionnalisme et repart en DH.

## Résumé de la saison

### Championnat de France de football D2
Le FC Mulhouse termine dernier au classement à l'issue de la vingt-sixième journée, avec un total de seize points, soit trois de moins que l'ESTAC Troyes, le SC Douai et Le Mans UC, classés respectivement 11e, 12e et 13e. Il a néanmoins 30 points de moins que le champion, le FC Nancy, et est titulaire de la plus mauvaise défense du championnat, avec 67 buts encaissés. Son goal-average est de -28.

### Coupe de France de football
En coupe de France de football 1945-1946, le FC Mulhouse joue les trente-deuxième de finale le dimanche 6 janvier 1946 à Mulhouse. Face au FC Sochaux-Montbéliard, le club haut-rhinois ne fait pas le poids et est éliminé sur le score de 2-0.

## Classement final
Poule Nord
| #  | Club                 | Joués | V  | N | D  | bp:bc | +/- | Points |
| -- | -------------------- | ----- | -- | - | -- | ----- | --- | ------ |
| 1  | FC Nancy             | 26    | 22 | 2 | 2  | 84-28 | +56 | 46     |
| 2  | Stade français       | 26    | 18 | 4 | 4  | 64-31 | +33 | 40     |
| 3  | SCO Angers           | 26    | 15 | 3 | 8  | 47-42 | +5  | 33     |
| 4  | AS Angoulême         | 26    | 12 | 4 | 10 | 45-37 | +8  | 28     |
| 5  | FC Nantes            | 26    | 11 | 4 | 11 | 47-43 | +4  | 26     |
| 6  | Sports réunis Colmar | 26    | 10 | 6 | 10 | 51-51 | 0   | 26     |
| 7  | Valenciennes FC      | 26    | 10 | 5 | 11 | 47-44 | +3  | 25     |
| 8  | CA Paris             | 26    | 11 | 2 | 13 | 48-52 | -4  | 24     |
| 9  | RCFC Besançon        | 26    | 10 | 3 | 13 | 47-52 | -5  | 23     |
| 10 | Amiens SC            | 26    | 8  | 4 | 14 | 40-49 | -9  | 20     |
| 11 | Le Mans UC           | 26    | 7  | 5 | 14 | 35-47 | -12 | 19     |
| 12 | SC Douai             | 26    | 7  | 5 | 14 | 39-64 | -25 | 19     |
| 13 | AS Troyes            | 26    | 6  | 7 | 13 | 35-61 | -26 | 19     |
| 14 | FC Mulhouse          | 26    | 6  | 4 | 16 | 39-67 | -28 | 16     |

# position ; V victoires ; N match nuls ; D défaites ; bp:bc buts pour et buts contre
 Victoire à 2 points